# Ermita de San Blas (Calanda)
La ermita de San Blas de Calanda, dedicada al santo titular, está situada en un cerro que bordea el camino de Foz Calanda. Erigida en 1675 a instancias de polvoristas y alfareros, fue enriquecida de indulgencias como consta en la bula de concesión dada por el papa León X. La ermita quedó totalmente arrasada en la Primera Guerra Carlista, por lo que tuvo que ser reedificada de nuevo y bendecida el 5 de mayo de 1859. Tras largo siglo, en 1998 conoció una discreta restauración que le otorgó el aspecto actual.